# Marvel Toys
Marvel Toys (anciennement Toy Biz) était la filiale de fabrication de jouet de Marvel Entertainment. À l'origine Toy Biz avait un contrat pour la fabrication de jouets DC Comics mais dans les années 1990, la société décroche un contrat avec Marvel Comics. Peu après Marvel investit dans Toy Biz mais avec la mise en faillite de Marvel en 1996, Toy Biz rachète Marvel en 1998 et se renomme Marvel Entreprises. 
La fabrication de jouet devient une branche des activités du nouveau groupe. En 2007, Marvel signe un contrat d'exclusivité avec Hasbro qui, in fine, met un terme à la fabrication de jouets, Marvel ne gérant plus que les licences.

## Historique
En 1990, Toybiz obtient une licence pour la production de personnages Marvel, avec la série Marvel Super Heroes comprenant Captain America, Daredevil, Docteur Fatalis, Docteur Octopus, Le Surfer d'Argent, Hulk, Spider Man et Le Punisher.
Au début 1991, Toy Biz lance sa première série basée sur les X-Men. Une seconde série X-Men est lancée en 1992, suivie par une troisième en 1993. Des séries sur d'autres licences de Marvel suivront rapidement dédiées à Spiderman, Hulk, Captain America ou Daredevil.
En avril 1993, la société Marvel Entertainment Group prend une participation dans Toy Biz, une manufacture de jouets qui possède une licence pour des jouets Marvel et en devient l'un des principaux actionnaires. 
Le 27 décembre 1996, Marvel se déclare en faillite.
Le 1er octobre 1998, la société Toy Biz achète Marvel Entertainment, la nouvelle entité se renommant Marvel Enterprises.
À la fin des années 1990, Toy Biz obtient une licence pour des figurines de la World Championship Wrestling, avant sa disparition en 2001.
Au début des années 2000, Toy Biz obtient une licence pour les personnages issus de la trilogie du Seigneur des Anneaux de Peter Jackson sorti en 2001-2002 et 2003.
En 2004, Toy Biz achète une licence pour des actions figures basées sur la Total Nonstop Action Wrestling.
En janvier 2006, Marvel signe un accord avec Hasbro aboutissant en 2007 à la transformation de son activité de production de jouets en une licence exclusive avec Hasbro. Marvel met ainsi un terme à l'histoire de la société Marvel Toys ex-Toy Biz.